# Вал (тектоніка)
Вал — у тектоніці — довгаста позитивна платформна структура довжиною в декілька десятків або сотень кілометрів, шириною в десятки км і висотою до сотень м; площа валів — 200-10000 км². Звичайно об'єднує ряд ланцюжків, локальних піднять. На плитах древніх платформ вали, як правило, обмежені флексурами і часто супроводжують зони розломів, що розмежовують підняття і прогини фундаменту; такі вали наз. шовними. Деякі вали молодих платформ успадковують антиклінальні зони складчастого фундаменту (успадковані вали).